# Francesco Bagnaia
Francesco "Pecco" Bagnaia (* 14. ledna 1997, Turín) je italský motocyklový závodník v kategorii Moto GP, jezdí za stáj Ducati Lenovo Team. Vyhrál Moto GP v sezónách 2022 a 2023. Je prvním jezdcem na Ducati, který vyhrál MotoGP od roku 2008. Přezdívku Pecco vymyslela jeho mladší sestra, která neuměla říct Francesco.

## Kariéra
Narodil se v severoitalském Turíně. V roce 2009 vyhrál miniGP. Poté závodil ve Španělsku.

### Moto3
První závod jel v roce 2013. Nejlepší úmístění v sezóně bylo 16. místo v Sepangu při velké ceně Malajsie. V sezóně 2014 přestoupil do nového týmu Sky Racing Team by VR46. Druhá sezóna byla mnohem úspěšnější, získal 50 bodů a celkově skončil 16. V roce 2015 dojel celkově 14. V roce 2016 vyhrál dva závody a 6krát skončil na podiu.

### Moto2
V roce 2017 se Bagnaia posunul do kategorie Moto2. Stále závodil za tým Sky racing Team VR46. V první sezóně dojel celkově pátý. V sezóně 2018 po velkém souboji s Miguelem Oliveirou získal premiový titul a po sezoně se posunul do kategorie MotoGP.

### MotoGP
V prvních dvou sezónách závodil za tým Pramac Racing. Ve své úvodní sezóně skončil 15. a získal celkem 56 bodů. V sezóně 2020 skončil 16. V roce 2021 přestoupil k týmu Ducati Lenovo Racing. Vyhrál 4 velké ceny a 9krát byl na podiu a v celkovém hodnocení skončil 2. V sezóně 2022 vyhrál 7 velkých cen a 10krát skončil na pódiu, což vedlo k vítězství v šampionátu. V sezóně 2023 vyhrál 7 velkých cen a 15krát skončil na pódiu, sezónu vyhrál. Smlouvu s týmem prodloužil do konce sezóny 2026.

## Galerie

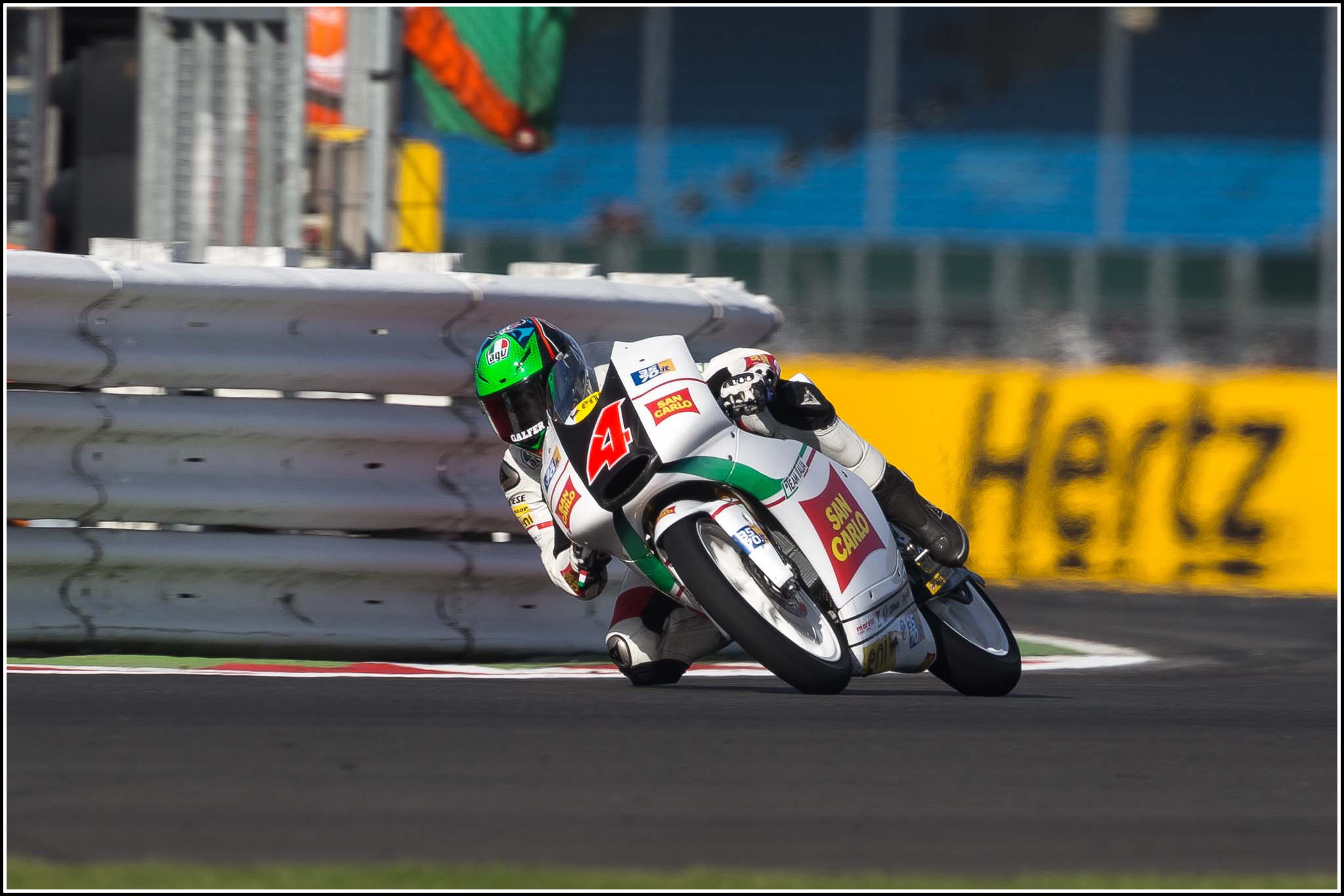
2013 Velká cena Británie
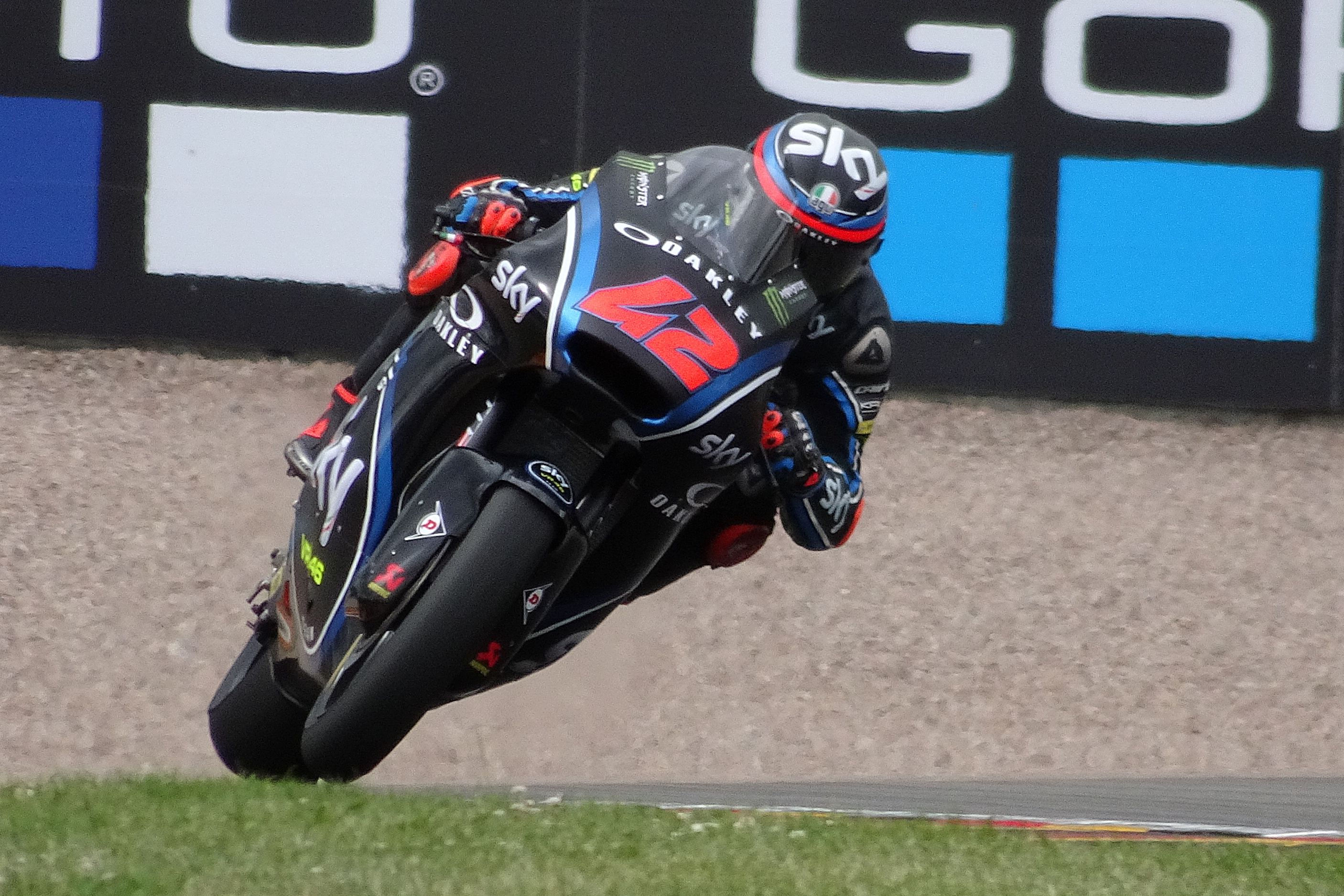
2017 - Moto2 Bagnaia na okruhu Sachsenring
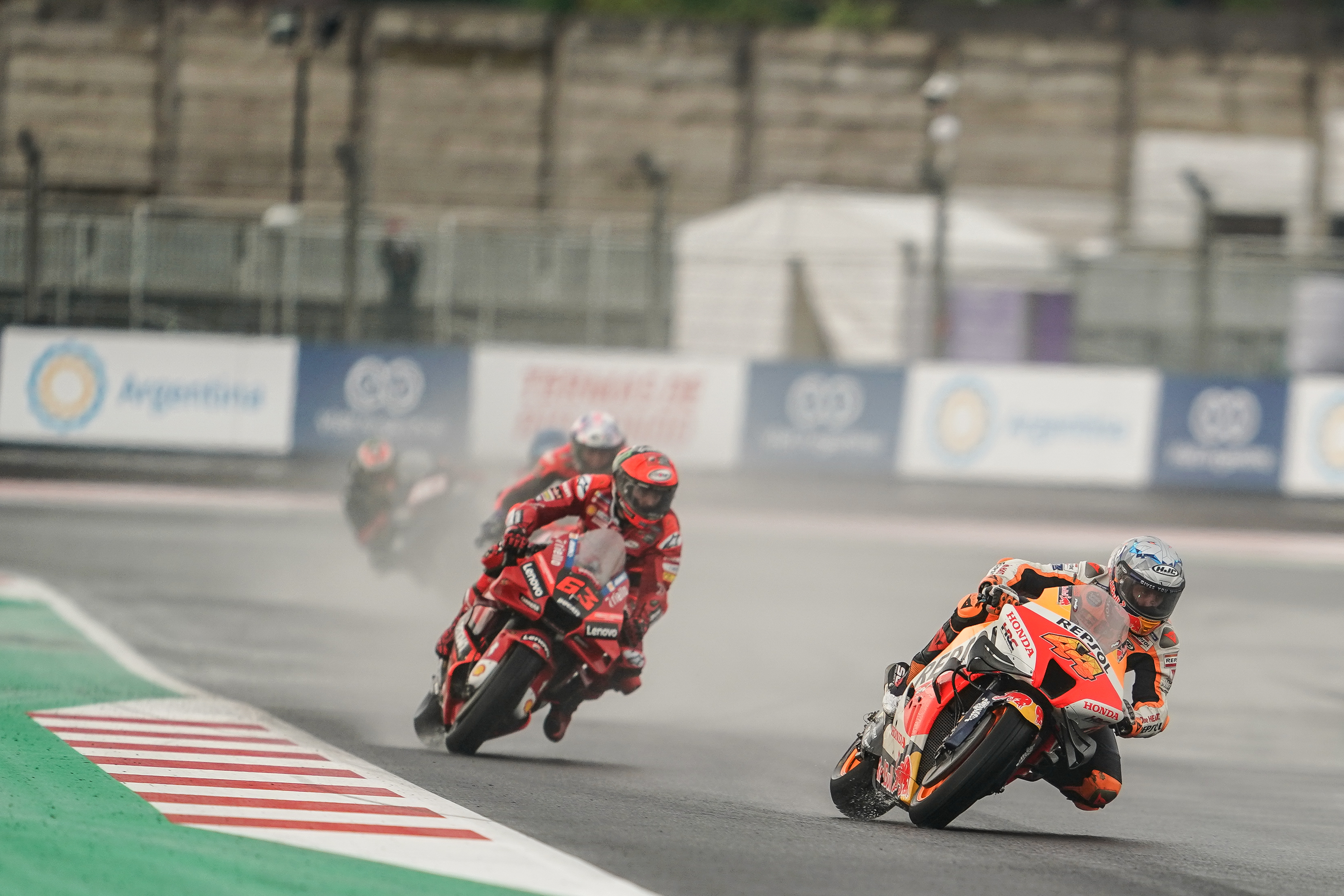
Bagnaia #63 při velké ceně Indonésie 2022